# Culex avianus
Culex avianus är en tvåvingeart som beskrevs av Meillon 1943. Culex avianus ingår i släktet Culex och familjen stickmyggor. Inga underarter finns listade i Catalogue of Life.